# ماندابي
ماندابي أو الحوالة المالية (بالفرنسية: Le Mandat)‏ هو فيلم سنغالي صدر سنة 1968 وألفه وأخرجه المُخرج السنغالي عثمان سيمبين. الفيلم مبني على رواية لعثمان سيمبين تحمل عُنوان (بالفرنسية: Le mandat, précédé de Vehi-Ciosane)‏. يُعد فيلم ماندابي أول فيلم للمُخرج عثمان سيمبين بلُغته الأم الولوفية، وقد اختار هذا الأخير إنتاج الفيلم بهذه اللغة كون مُعظم السكان السنغاليين لا يفهمون جيدا اللغة الفرنسية. كما يُعد الفيلم أيضا أول فيلم كامل يصدر بلُغة أفريقية من منطقة غرب إفريقيا.

## ملخص القصة
تدور أحداث الفيلم حول إبراهيما دينغ، سنغالي مسلم عاطل عن العمل، يعيش مع زوجتيه وأطفاله السبعة في داكار. يرسل ابن أخيه، عبده، حوالة مالية من باريس بقيمة 250 فرنكًا، والتي وفرها من عمله في كناسة الشوارع. يجب أن يحتفظ إبراهيما ببعض المال لنفسه، ويدخر جزءًا لابن أخيه، ويعطي حصة لأخته.
ومع ذلك، يواجه إبراهيما صعوبات عديدة في محاولة الحصول على الحوالة المالية، كونه لا يمتلك بطاقة هوية، يجب عليه المرور بعدة مستويات من البيروقراطية السنغالية لمحاولة الحصول على بطاقة هوية، إلا أنه يفشل بعد إنفاقه لأموال لا يملكها. في هذه الأثناء، يأتي الجيران لطلب أموالهم وها هُو إبراهيما مُثقل بالديون. في النهاية، خدعه مباي، رجل الأعمال السنغالي، الذي وعده بصرف الحوالة المالية. يبيع مباي منزل إبراهيما لرجل فرنسي ويسرق الحوالة المالية، مُدعيا أن أحدهم سرق منه تلك الأموال. الفيلم يترك إبراهيما في ديون وبدون منزل. يستكشف الفيلم موضوعات الاستعمار الجديد والدين والفساد والعلاقات في المجتمع السنغالي.

## الجوائز
- حاز الفيلم سنة 1968 على جائزة لجنة التحكيم الخاصة في إطار الدورة التاسعة والعشرين من مهرجان البندقية السينمائي في إيطاليا.[2][3][4]
- حاز الفيلم أيضا في نفس السنة على جائزة المُخرجين السوفييت في إطار مهرجان طشقند السينمائي للسينما الأفريقية والآسيوية الذي نُظم في مدينة طشقند عاصمة أوزبكستان.[5]

## روابط خارجية
ماندابي على موقع IMDb (الإنجليزية)
- ماندابي على موقع الموسوعة البريطانية (الإنجليزية)
- ماندابي على موقع روتن توميتوز (الإنجليزية)
- ماندابي على موقع ألو سيني (الفرنسية)
- ماندابي على موقع Turner Classic Movies (الإنجليزية)
- ماندابي على موقع أول موفي (الإنجليزية)
- ماندابي على موقع فيلمافينيتي (الإسبانية)
- ماندابي على موقع قاعدة بيانات الأفلام السويدية (السويدية)
- ماندابي على موقع قاعدة بيانات الفيلم (الإنجليزية)
- ماندابي على موقع ليتربوكسد (الإنجليزية)